# Szaruszirt
A szaruszirt (hornfels) az agyagos összetételű kiindulási kőzetekből magmabenyomulás hatására keletkező, kontakt metamorf kőzetek összefoglaló neve. A kontakt (érintkezési) zóna öves felépítésű, melyben általában sávos vagy palás szerkezetű kőzettípusok fordulnak elő. Ezen szerkezetek elsősorban az eredeti kőzet sajátságaiból adódnak, másodsorban pedig a behatoló magma nyomóerejének hatására alakulnak ki. A sávosság-palásság mértéke a magmás testtől távolodva általában csökken.

## A szaruszirtek fajtái
- szemcseméret alapján: finom- illetve durvaszemcsés szaruszirt,
- szerkezet alapján: foltos- illetve sávos- vagy palás szaruszirt,
- kémiai összetétel alapján: Al-gazdag szaruszirt, Mg-gazdag szaruszirt,
- ásványos összetétel alapján: Al-szilikát szaruszirt, mész-szilikát szaruszirt (ez utóbbi átmenet a szkarn felé).

## Öves felépítés
A kontaktustól távolodva (az egyes övek vastagsága a nő, közöttük az átmenet folyamatos):
1. Kontakt szaruszirt (cornubianit öv) – Közvetlenül a kontaktus mellett, a legnagyobb hőmérsékleten alakul ki, itt a legerősebb az átalakulás. Szurokfényű, tömött kőzetek keletkeznek, jellemző az Al2O3-ban gazdag kontakt ásványok kialakulása (andaluzit, cordierit, szillimanit, turmalin).
2. Búzapala öv – Többé-kevésbé orientáltan elhelyezkedő, búzaszemekre hasonlító szemcsék (anyaguk elsősorban andaluzit, cordierit) jelennek meg a mátrixban. Ezek mellett jelentős mennyiségű szericitet is tartalmaz a kőzet.
3. Csomóspala öv – Az erősebben átalakult részeken andaluzitból vagy cordieritből álló csomók alakulnak ki.
4. Foltospala öv – Világosabb és sötétebb szabálytalan alakú foltokból álló kőzet. A világosabb részek átalakultsági foka a nagyobb, ugyanis azokon a helyeken, ahol az eredeti agyagos kőzetből a nagy hőmérséklet hatására a szervesanyag kiég, valamint a vasásványok oxidálódnak, a kőzet színe világosabbá válik.
5. Kontakt agyagpala öv
6. Kontakt palás agyag öv – Utóbbi két övben csak szöveti-szerkezeti változások történnek (palásodás), az ásványos összetétel lényegében változatlan marad.

A szaruszirt leggyakoribb ásványai: andaluzit, cordierit, szillimanit, turmalin, biotit, szericit-muszkovit, kvarc, karbonát, káliföldpát, plagioklász, korund, spinell, gránát, epidot, piroxén, amfibol.